# گمینا تارنووو پودگورنه
گمینا تارنووو پودگورنه (به لهستانی:  Gmina Tarnowo Podgórne) یک گمینا در لهستان است که در شهرستان پوزنانگ واقع شده‌است. گمینا تارنووو پودگورنه ۱۰۱٫۴ کیلومتر مربع مساحت و ۱۸٬۶۹۰ نفر جمعیت دارد.

## خواهرخوانده
شهر کولونیو ال سریو خواهرخواندهٔ گمینا تارنووو پودگورنه هست.